# Rammun
Rammun, en arabe : رمّون, est un village du gouvernorat de Ramallah et Al-Bireh en Palestine. Il est situé à 12 km à l'est de Ramallah et au centre de la Cisjordanie.
Selon le recensement du bureau central palestinien des statistiques, la localité compte une population de 2 405 habitants en 2017.